# Quadrastichodella boudiennyi
Quadrastichodella boudiennyi är en stekelart som beskrevs av Girault 1937. Quadrastichodella boudiennyi ingår i släktet Quadrastichodella och familjen finglanssteklar. Inga underarter finns listade i Catalogue of Life.